# Сьверково (Куявсько-Поморське воєводство)
Сьверково (пол. Świerkowo, нім. Zwerchau) — село в Польщі, у гміні Хоцень Влоцлавського повіту Куявсько-Поморського воєводства.
У 1975-1998 роках село належало до Влоцлавського воєводства.